# Lathyrus komarovii
Lathyrus komarovii är en ärtväxtart som beskrevs av Jisaburo Ohwi. Lathyrus komarovii ingår i släktet vialer, och familjen ärtväxter. Inga underarter finns listade i Catalogue of Life.